# Świąd wodny
Świąd wodny (ang. aquagenic pruritus) – objaw chorobowy występujący po tym, jak skóra wchodzi w kontakt z wodą.

## Opis
Objaw może występować po wzięciu prysznica lub po kąpieli. Swędzenie może trwać do 60 minut, zazwyczaj zaczyna znikać, jak skóra przestaje być narażona na powietrze, czyli jak się zakłada ubrania lub obejmuje skórę ręcznikiem. Świąd wodny przypomina ciągłe kłucie szpilek i często występuje na kończynach dolnych, ale może pojawić się nawet na twarzy, stopach i dłoniach.
Powód występowania świądu nie jest znany, ale kontakt z gorącą wodą powoduje rozszerzenie naczyń krwionośnych, który pociąga za sobą odwodnienie tkanek i następujące swędzenie. Podczas powstania świądu wodnego nie występują żadne zmiany skórne.

## Różnica pomiędzy świądem wodnym a alergią na produkty chemiczne
Ponieważ choroba często występuje po użyciu środków czystości (mydło, szampon, itd.), istnieje błędna tendencja do mieszania świądu wodnego z alergią na te produkty. Istnieją jednak pewne szczególne cechy, które odróżniają świąd wodny od alergii na produkty chemiczne:
- swędzenie nie zależy od substancji rozpuszczonych w wodzie, właśnie dlatego stosowanie delikatnych detergentów nie zapobiega wystąpieniu choroby, nawet przy używaniu wody destylowanej[4];
- swędzenie może również być wywołane przez pot, szczególnie w miesiącach letnich[5];
- wielu pacjentów skarży się na pewną sezonowość choroby, obserwując większą częstość występowania po częstych ekspozycjach na słońce[6].

W związku z tymi okolicznościami, świąd wodny nie jest objawem alergicznym, chociaż należy zauważyć, że jej występowanie może być wzmocnione przez obecność czynników, takich jak, na przykład kontakt skóry z włóknem syntetycznym.

## Terapia
Niektóre roztwory soli, na przykład wodorowęglanu sodu, mogą zmniejszyć intensywność swędzenia (świąd wodny rzadziej występuje, gdy ciało ma kontakt z wodą morską). Aby złagodzić swędzenie, wskazana jest ekspozycja na promieniowanie UVB i stosowanie kremów na bazie substancji zdolnych do wyłączenia zakończeń nerwowych odpowiedzialnych za ten problem, na przykład z kapsaicyną zawarta w papryce chili.
Stosowanie kremów nawilżających w celu zmniejszenia suchości skóry może przynieść pozytywny efekt i złagodzić swędzenie. Niektórzy pacjenci wskazują na zmniejszenie lub nawet na zanik swędzenia, gdy podczas końcowej części prysznica użyje się zimnej wody, a następnie wysuszy się suszarką do włosów lub zasłoni się ręcznikiem (nie pocierając skóry). Można nawet zmienić temperaturę wody, ponieważ w niektórych przypadkach nagła zmiana temperatury powietrza może doprowadzić do objawia się choroby.